# Txeroki
Mikel Garikoitz Aspiazu Rubina (Bilbao, 6 de julio de 1973), más conocido como Txeroki, es un miembro de la banda terrorista ETA, de la que asumió la jefatura militar en 2008 hasta su detención en noviembre del mismo año.

## Biografía
Nació en 1973 en Bilbao, País Vasco (España). Fue captado para la kale borroka con 24 años y entrenado en el uso de armas por Gorka Palacios y María Soledad Iparraguirre, Anboto, con quien entabló una estrecha amistad.
Su primer atentado fue en 2001, el 7 de noviembre. Fue identificado como uno de los autores del asesinato del juez José María Lidón, cuando salía de su coche en Guecho acompañado de su mujer y seguido en otro vehículo por uno de sus hijos. Tras la tregua de 1998 reorganizó los comandos de ETA, asumiendo el mando. Existen sospechas fundadas de que fue uno de sus lugartenientes el que ordenó in situ el asesinato de dos guardias civiles desarmados de 24 y 23 años, en Francia, en diciembre de 2007. Ambos terroristas de ETA, tanto Txeroki como su lugarteniente, estaban entre los terroristas más buscados en las listas de la Guardia Civil.
Fue detenido la madrugada del 17 de noviembre de 2008 en la localidad francesa de Cauterets, en una operación conjunta de la Guardia Civil y la gendarmería francesa. La policía antiterrorista consideró que fue sustituido por Aitzol Iriondo.
Txeroki fue trasladado a España desde Francia en septiembre de 2009 de manera temporal, para ser interrogado en relación con cinco de las causas que tenía abiertas en la Audiencia Nacional. El 30 de mayo de 2011 fue trasladado por segunda vez a España, también de forma temporal durante tres meses, para asistir como imputado al juicio por el intento de asesinato de Enrique Ybarra Ybarra, presidente  del Grupo Correo.

## Juicios en España
A principios de julio de 2011, Txeroki fue absuelto de la acusación de haber participado en el envío de un paquete bomba en 2006 contra el que era entonces presidente del Grupo Correo, Enrique Ybarra. No obstante, en su segundo juicio en España pocos días después,  fue condenado por la Audiencia Nacional a 377 años de prisión por un total de 20 delitos de tentativa de asesinato y estragos terroristas, entre ellos el de la teniente de alcalde de Portugalete, Esther Cabezudo.

## Cargos que se le imputan
Al momento de su detención en 2008, Txeroki tenía 22 causas pendientes, como autor material o como inductor, en los seis juzgados centrales de instrucción de la Audiencia Nacional
- En el Juzgado Central de Instrucción número 1 estaba imputado por el atentado de la T-4 en el aeropuerto de Barajas, en diciembre de 2006, que supuso la ruptura del alto el fuego decretado en marzo de ese mismo año. En el atentado fallecieron dos ciudadanos ecuatorianos. El mismo juzgado le imputó como partícipe en la colocación de una bomba-lapa en 2002 en el vehículo del actual diputado del PSOE, y en aquel momento dirigente de las Juventudes Socialistas de Euskadi, Eduardo Madina, que perdió una pierna en la explosión. También había otra causa por la colocación de artefactos explosivos en distintas gasolineras de Madrid en diciembre de 2004, otra por la explosión de una bomba en Amorebieta (Vizcaya), en 2001 y otra por la colocación de un coche bomba en Bilbao en 2002.[6]

- En el Juzgado Central de Instrucción número 2 contaba con do de Capbreton que, a pesar de haber ocurrido en Francia, tenía causa abierta en España. En relación con dicho atentado, la fiscalía había remitido a la juez antiterrorista francesa, Laurence Levert, las declaraciones de dos miembros detenidos del comando Nafarroa, que situaban a Txeroki en Capbreton como autor de los disparos que acabaron con la vida de los agentes Raúl Centeno y Fernando Trapero, a finales de 2007.[6]

- El Juzgado Central de Instrucción número 4 reclamaba a Txeroki por haber ordenado al Comando Ezkaurre un atentado contra la Ertzaintza el 14 de septiembre de 2003 en el Alto de Herrera (Álava), y en el que dos ertzainas resultaron heridos de gravedad y un miembro de ETA, Arkaitz Otazua, falleció. También se le acusaba en el mismo juzgado de encargar a miembros de la organ ización terrorista el traslado de una furgoneta cargada de explosivos (más de 500 kilos) para cometer un atentado en la capital de España días antes de que se produjeran los atentados del 11 de marzo de 2004, acción impedida al ser interceptado el vehículo en el que viajaban en Cañaveras (provincia de Cuenca), el 19 de febrero de 2004. La tercera causa que tenía pendiente en este juzgado se refería a la colocación de artefactos explosivos en La Coruña y Santiago de Compostela el 28 de agosto de 2004.[6]

- En el Juzgado Central de Instrucción número 5 estaba imputado en cuatro causas: por planear un atentado contra el Rey, Juan Carlos I en Palma de Mallorca, durante la Semana Santa de 2004, por ordenar al Comando Larrano -compuesto por Aritz Aginzoniz, Saioa Sánchez y Eneko Zurrabeitia- atentar en Cantabria, por las acciones atribuidas al Comando Vizcaya desarticulado en el verano de 2008 y de haber ordenado al etarra, Iker Aguirre Bernadal, que viajara desde Francia a Valencia para atentar contra la Copa América de Vela.[6]

- En el Juzgado Central de Instrucción número 6, Txeroki estaba imputado una causa abierta en 2000 por colaboración con el Comando Ituren, así como por la colocación de una bomba trampa en Bilbao en 2001.[6]